# سون اسکرین استودیو
سون اسکرین استودیو (انگلیسی: Seven Screen Studio) یک شرکت هندی تولید و توزیع فیلم است که تحت سرپرستی اس.اس. لالیت کومار فعالیت می‌کند.

## تاریخچه
اس.اس. لالیت کومار شرکت فیلمسازی سون اسکرین استودیو را در سال ۲۰۱۷ در چنای تأسیس کرد.